# Rio Căldările
O Rio Căldările é um rio da Romênia, afluente do Rio Baicu, localizado no distrito de Maramureş.